# Stormarks Sogn
Stormarks Sogn 
ist eine Kirchspielsgemeinde (dän.: Sogn) in der Stadt Nakskov
auf der Insel Lolland im südlichen Dänemark.
Bis 1970 gehörte sie zur Harde Lollands Nørre Herred im damaligen Maribo Amt, danach zur Nakskov Kommune im Storstrøms Amt, die im Zuge der  Kommunalreform zum 1. Januar 2007 in der Lolland Kommune in der Region Sjælland aufgegangen ist.
Von den 12.456 Einwohnern von Nakskov leben 3881 im Kirchspiel Stormarks (Stand: 1. Januar 2023).
Im Kirchspiel liegt die Kirche „Stormarkskirken“.
Nachbargemeinden sind im Norden Utterslev-Herredskirke-Løjtofte Sogn, im Osten Halsted, im Süden Avnede Sogn und im Westen Sankt Nikolai Sogn und Branderslev Sogn.